# MTV Unplugged in New York
MTV Unplugged in New York is een livealbum van de Amerikaanse grungeband Nirvana. Het werd uitgebracht op 1 november 1994, ongeveer zeven maanden na de zelfmoord van zanger Kurt Cobain. Het album bevat de opnamen van de akoestische set die de groep speelde in de Sony Music Studios in New York op 18 november 1993. Het optreden (dat geregisseerd werd door Beth McCarthy) werd voor het eerst uitgezonden op MTV op 14 december 1993. MTV Unplugged in New York won de Grammy voor beste alternatieve muziekalbum in 1996. Het is, op Nevermind na, het succesvolste album van Nirvana, met ruim zeven miljoen verkochte exemplaren.
Het was het eerste Nirvana-album dat uitkwam na het overlijden van Kurt Cobain op 5 april 1994. Het kreeg zeer goede kritieken en velen beschouwden het als een bewijs dat de groep meer aankon dan enkel grunge.
Tijdens het optreden kregen de drie leden van Nirvana hulp van de gebroeders Kirkwood (van de Meat Puppets) en Pat Smear, de gitarist die live vaak als versterkende gitarist mee optrad. Er wordt ook cello op het album gespeeld, door Lori Goldston, en in Jesus Doesn't Want Me for a Sunbeam speelt bassist Novoselic accordeon. Er worden nummers van zowel The Vaselines, Lead Belly, David Bowie als de Meat Puppets gespeeld, alsook eigen nummers. Het album bevat twee nummers die in de televisie-uitzending niet ten gehore werden gebracht: Something in the Way en Oh Me. De reden voor het weglaten in de uitzending was dat het optreden in een programma van één uur moest passen. Live werden ook korte jamsessies gespeeld van Lynyrd Skynyrds Sweet Home Alabama en de Nirvana-nummers Sliver en In Bloom.
Oorspronkelijk was het nooit de bedoeling dat het optreden zou uitkomen als album. Alleen de Leadbelly-cover Where Did You Sleep Last Night werd officieel uitgebracht, als B-kant van de single Pennyroyal Tea uit 1994, die uitkwam rond Cobains overlijden.
About a Girl verscheen als MTV Unplugged in New Yorks single (met de akoestische versie van Something in the Way als B-kant) in oktober 1994.
Op 18 november 2007 verscheen een dvd van het optreden.

## Nummers
1. "About a Girl" (Cobain) – 3:37
2. "Come as You Are" (Cobain) – 4:13
3. "Jesus Doesn't Want Me for a Sunbeam" (Kelly/McKee; The Vaselines cover) – 4:37
4. "The Man Who Sold the World" (David Bowie cover) – 4:20
5. "Pennyroyal Tea" (Cobain) – 3:40
6. "Dumb" (Cobain) – 2:52
7. "Polly" (Cobain/Nirvana) – 3:16
8. "On a Plain" (Cobain/Nirvana) – 3:44
9. "Something in the Way" (Cobain/Nirvana) – 4:01
10. "Plateau" (Kirkwood; Meat Puppets cover) – 3:38
11. "Oh, Me" (Kirkwood; Meat Puppets cover) – 3:26
12. "Lake of Fire" (Kirkwood; Meat Puppets cover) – 2:55
13. "All Apologies" (Cobain) – 4:23
14. "Where Did You Sleep Last Night" (traditional/Lead Belly) – 5:08

## Bezetting
- Kurt Cobain — zang, gitaar (1 -9, 13-14)
- Pat Smear - gitaar (1-4, 6-9, 13, 14)
- Krist Novoselic — basgitaar (1, 2, 4, 6–9, 13, 14), accordeon (3) gitaar (10-12)
- Dave Grohl — drums (1-4, 6–14), basgitaar (3),achtergrondstem
- Lori Goldston – cello (3, 4, 6–9, 13, 14)
- Cris Kirkwood – basgitaar  (10–12), achtergrondstem (10–12)
- Curt Kirkwood – gitaar (10–12)

## Trivia
- De foto die wordt gebruikt als hoes van het album werd gemaakt door Jennifer Youngblood-Grohl, de toenmalige partner van de Nirvana-drummer.

- De setting in een boxring met publiek nabij en rondom, met (zo veel mogelijk) onversterkte instrumenten is geïnspireerd op de tv-special “Elvis” door Elvis Presley uit 1968.